# 明和町立明星小学校
明和町立明星小学校（めいわちょうりつ みょうじょうしょうがっこう）は、三重県多気郡明和町大字明星にある公立小学校。

## 沿革
- 1874年（明治7年）- 上野学校、下有爾学校、新茶屋曙学校、本郷金林寺学校、蓑村学校を設立する
- 1892年（明治25年）- 町村制実施の結果、全村一学区となし、尋常科4年制の明星尋常小学校を設立する（創立の基点とする）
- 1941年（昭和16年）- 明星村国民学校と改称する
- 1947年（昭和22年）- 三重県多気郡明星村立明星小学校と改称する
- 1955年（昭和30年）- 町村合併のため、斎明村発足、斎明村立明星小学校と改称する
- 1958年（昭和33年）- 町村合併のため、明和町発足、明和町立明星小学校と改称する
- 1965年（昭和40年）- 校歌・校旗制定される
- 1980年（昭和55年）- 現校舎にて授業開始
- 1987年（昭和62年）- 講堂、プールが竣工
- 1993年（平成5年）
  - 明星小学校創立百周年記念式典を行う
  - コンピュータ室を設置し、パーソナルコンピュータ21台を配置する
- 1997年（平成9年）- ISDN回線にてインターネットに接続し、インターネットの教育利用に着手
- 1998年（平成10年）- コンピュータ活用教育について、三重県教育委員会指定等の研究発表会を開催
- 2000年（平成12年）- パーソナルコンピュータ21台を更新及びケーブルテレビ回線によるインターネット接続が完成
- 2001年（平成13年）
  - 4月 コンピュータ室及び３年生以上の教室、職員室の計33台以上のコンピュータを結ぶ校内LANが完成
  - 12月 「次世代ＩＴを活用した未来型教育研究開発事業」指定校に選ばれ、光ファイバーによるインターネット接続が開通
- 2002年（平成14年）- 全普通及び特別教室に有線LAN、職員室及び理科室に無線LANが設置される

## 周辺
- 明星会館
- 大仏山公園
- 水池土器製作遺跡
- 明和町立みょうじょうこども園

## 交通アクセス
- 明和町町民バス 明星小学校 より徒歩1分
- 近鉄山田線 明星駅 より徒歩10分